# Lista de deputados estaduais do Pará da 8.ª legislatura
Esta é a lista de deputados estaduais do Pará para a legislatura 1975–1979.

## Composição das bancadas
| Partido | Líder            | Bancada | Posição  |
| ------- | ---------------- | ------- | -------- |
| ARENA   | Gerson Peres     | 20 / 30 | Governo  |
| MDB     | Lucival Barbalho | 10 / 30 | Oposição |

## Deputados Estaduais
Segundo o Tribunal Superior Eleitoral a ARENA conquistou dois terços das trinta vagas em disputa.
| Número | Deputados estaduais eleitos | Partido | Votação | Percentual | Cidade onde nasceu      | Unidade federativa |
| 11111  | Gerson Peres                | ARENA   | 16.649  | 3,02%      | Cametá                  | Pará               |
| 11646  | Osvaldo Melo                | ARENA   | 14.341  | 2,60%      | Belém                   | Pará               |
| 11728  | Brabo de Carvalho           | ARENA   | 13.373  | 2,42%      | Muaná                   | Pará               |
| 11850  | Zeno Veloso                 | ARENA   | 11.463  | 2,08%      | Belém                   | Pará               |
| 11669  | Antônio Amaral              | ARENA   | 9.870   | 1,79%      | Belém                   | Pará               |
| 15661  | Lucival Barbalho            | MDB     | 9.599   | 1,74%      | Belém                   | Pará               |
| 11802  | Everaldo Martins            | ARENA   | 8.481   | 1,53%      | Trairão                 | Pará               |
| 11534  | Haroldo da Silva            | ARENA   | 7.949   | 1,44%      | Cametá                  | Pará               |
| 11148  | Flávio Franco               | ARENA   | 7.943   | 1,44%      | Belém                   | Pará               |
| 11156  | Oseas da Silva              | ARENA   | 7.655   | 1,38%      | Capanema                | Pará               |
| 11247  | Vitor Paz                   | ARENA   | 7.630   | 1,38%      | Santarém                | Pará               |
| 11398  | Antônio Teixeira            | ARENA   | 7.478   | 1,35%      | Castanhal               | Pará               |
| 15770  | Carlos Vinagre              | MDB     | 7.285   | 1,32%      | Belém                   | Pará               |
| 15168  | Álvaro Freitas              | MDB     | 7.269   | 1,31%      | Castanhal               | Pará               |
| 11736  | Fernando Bahia              | ARENA   | 7.062   | 1,28%      | Acará                   | Pará               |
| 11364  | Nilson Sampaio              | ARENA   | 6.991   | 1,26%      | São Caetano de Odivelas | Pará               |
| 11578  | Antônio Pereira             | ARENA   | 6.679   | 1,21%      | Teixeira                | Maranhão           |
| 11180  | Plínio Pinheiro             | ARENA   | 6.582   | 1,19%      | Marabá                  | Pará               |
| 11379  | João Mota                   | ARENA   | 6.525   | 1,18%      | Barcarena               | Pará               |
| 11329  | João Augusto                | ARENA   | 6.514   | 1,18%      | Oriximiná               | Pará               |
| 15291  | Vicente Queiroz             | MDB     | 6.403   | 1,16%      | Mocajuba                | Pará               |
| 11283  | Raimundo Souza              | ARENA   | 6.311   | 1,14%      | Dom Pedro               | Maranhão           |
| 11176  | Nazaré Souza                | ARENA   | 5.720   | 1,03%      | Altamira                | Pará               |
| 11127  | Lauro Sabbá                 | ARENA   | 5.687   | 1,03%      | Oriximiná               | Pará               |
| 15173  | Maximino Porpino            | MDB     | 5.063   | 0,91%      | Castanhal               | Pará               |
| 15949  | Ronaldo Campos              | MDB     | 4.961   | 0,90%      | Santarém                | Pará               |
| 15673  | José Chaves                 | MDB     | 4.399   | 0,79%      | Santa Izabel do Pará    | Pará               |
| 15671  | José Ribeiro                | MDB     | 4.138   | 0,75%      | Capanema                | Pará               |
| 15542  | Leandro Costa               | MDB     | 4.114   | 0,74%      | Itaituba                | Pará               |
| 15314  | Vera Albuquerque            | MDB     | 3.772   | 0,68%      | Belém                   | Pará               |